# Этьен, Бенджамин
Бенджамин Этьен (англ. Benjamin Ettienne; род. 13 марта 2003, Сент-Джорджес) — гренадский футболист, правый полузащитник национальной сборной Гренады.

## Карьера
Воспитанник академии гренадского футбольного клуба «Куинз Парк Рейнджерс». В сезоне 2018 года стал подтягиваться к играм с основной командой клуба. В 2020 году на правах  арендного соглашения выступал за клуб «Сеинт Джордж Роял Кэннонс». В феврале 2022 года перешёл в американский клуб «Чарлстон Бэттери» из ЮСЛ. Дебютировал за клуб 2 апреля 2022 года в матче против клуба «Лас-Вегас Лайтс». В своём дебютном сезоне за клуб сыграл лишь в 4 матчах. В апреле 2023 года футболист покинул клуб. В июле 2023 года футболист вернулся в гренадский клуб «Куинз Парк Рейнджерс».

## Международная карьера
В 2019 году в составе юношеской сборной Гренады до 17 лет принимал участие в квалификационных матчах на юношеский турнир КОНКАКАФ до 17 лет. Футболист вышел в 4 матчах и отличился 3 забитыми мячами, причём в олном матче записал на свой счёт дубль против сборной Виргинских островов.
В феврале 2020 года дебютировал за молодёжную сорную Гренады до 20 лет в квалификационных матчах на юношеский турнир КОНКАКАФ до 20 лет против сборной Доминики. Также был капитаном сборной. В своём первом матче с капитанской повязкой 5 ноября 2021 года против сборной Синт-Мартена отличился 2 забитыми голами и 3 результативными передачами.
В марте 2021 года дебютировал за национальную сборную Гренады против Виргинских островов в матче квалификации на Чемпионат Мира 2022. В июле 2021 года принимал участие в Золотом кубке КОНКАКАФ 2021, однако на групповом этапе занял со сборной последнее место и не вышел в стадию плей-офф. В июне 2022 года сыграл 2 матча в рамках Лиги наций КОНКАКАФ против сборной Сальвадора. В сборной закрепился в амплуа правого защитника.